# Адлер, Яков Павлович
Яков Павлович Адлер (Янкев Адлер; 12 февраля 1855, Одесса — 1 апреля 1926, Нью-Йорк) — американский еврейский актёр, родоначальник театральной династии Адлеров.

## Биография
Родился в Одессе, в семье Фавла Адлера и Хеси Гальперин. В 1878—1882 гг. — актёр театра Гольдфадена. С 1888 года жил в Америке, играл на сцене, позднее стал владельцем Grand Theatre.
Отец знаменитого театрального педагога Стеллы Адлер.

## Театральные работы
- Еврейский Король Лир (по Гордину)
- Разбитые сердца
- Шейлок[8]